# Seongsan-myeon, Changnyeong-gun
Seongsan-myeon (koreanska: 성산면) är en socken i kommunen Changnyeong-gun i provinsen Södra Gyeongsang i den sydöstra delen av Sydkorea, 260 km sydost om huvudstaden Seoul. 